# 科查佩蒂區

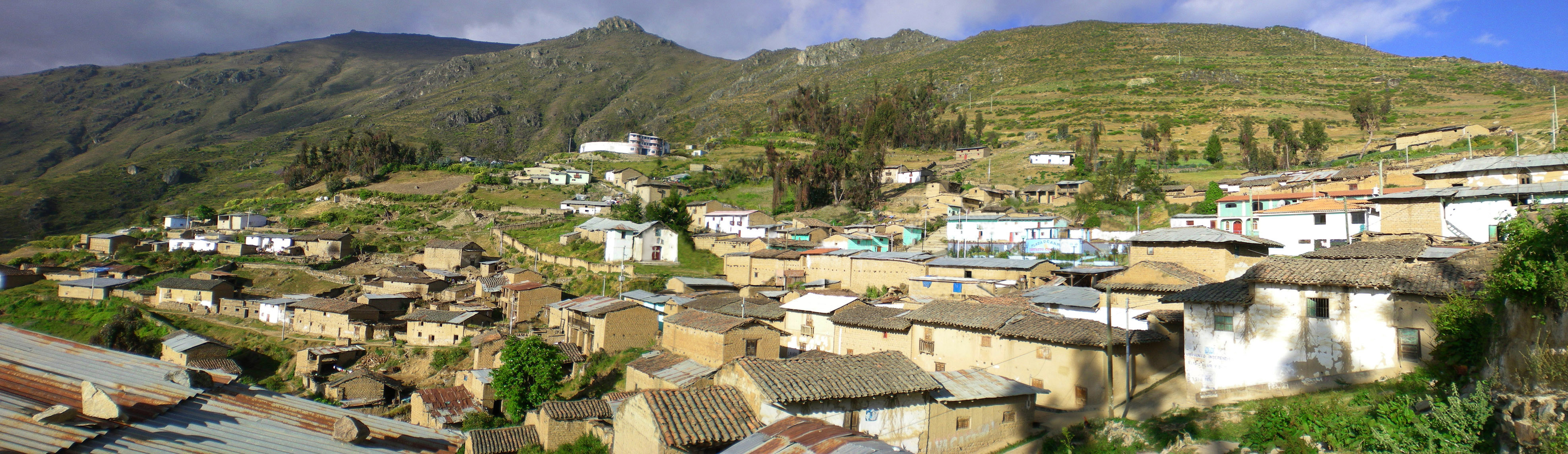

科查佩蒂區（西班牙語：Distrito de Cochapeti），是秘魯的一個區，位於該國北部安卡什大區的瓦爾梅省，始建於1936年3月5日，面積100.02平方公里，海拔高度3,498米，2005年人口957，人口密度為每平方公里9.6人。